# 58. Międzynarodowy Festiwal Filmowy w Wenecji
58. Międzynarodowy Festiwal Filmowy w Wenecji odbył się w dniach 29 sierpnia − 8 września 2001 roku. Imprezę otworzyły pokazy brytyjskiego filmu Proch i pył w reżyserii Miłczo Manczewskiego oraz włoskiego obrazu Chyba miłość w reżyserii Giuseppe Bertolucciego. W konkursie głównym zaprezentowano 20 filmów pochodzących z 16 różnych krajów.
Jury pod przewodnictwem włoskiego reżysera Nanniego Morettiego przyznało nagrodę główną festiwalu, Złotego Lwa, indyjskiemu filmowi Monsunowe wesele w reżyserii Miry Nair. Drugą nagrodę w konkursie głównym, Grand Prix Jury, przyznano austriackiemu filmowi Upały w reżyserii Ulricha Seidla.
Honorowego Złotego Lwa za całokształt twórczości odebrał francuski reżyser Éric Rohmer. W ramach festiwalu odbyła się retrospektywa twórczości polskiego reżysera Andrzeja Munka oraz francuskiego krytyka filmowego i reżysera Guy Deborda.

## Członkowie jury

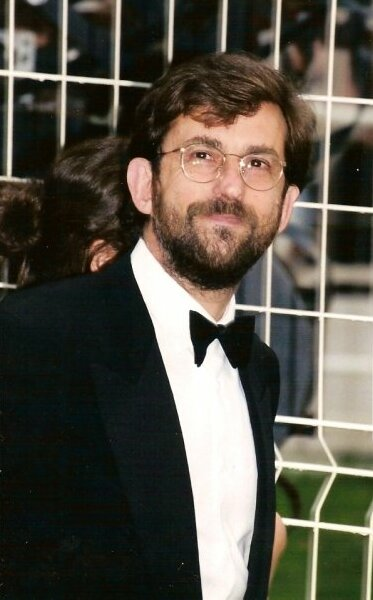
Przewodniczący jury konkursu głównego Nanni Moretti.

### Konkurs główny
- Nanni Moretti, włoski reżyser − przewodniczący jury[8][9]
- Jeanne Balibar, francuska aktorka
- Amitav Ghosh, indyjski pisarz
- Taylor Hackford, amerykański reżyser
- Cecilia Roth, argentyńska aktorka
- Jerzy Skolimowski, polski reżyser
- Vibeke Windeløv, duńska producentka filmowa

### Sekcja "Cinema del Presente"
- Shigehiko Hasumi, japoński krytyk filmowy − przewodniczący jury
- Michel Ciment, francuski krytyk filmowy
- Piera Detassis, włoska krytyczka filmowa
- Emanuel Levy, amerykański krytyk filmowy
- Gavin Smith, brytyjski krytyk filmowy

### Nagroda im. Luigiego De Laurentiisa
- Cédric Kahn, francuski reżyser − przewodniczący jury
- Francesco Casetti, włoski krytyk filmowy
- Dżafar Panahi, irański reżyser
- Jean-Loup Passek, francuski filmoznawca
- Ruth Vitale, amerykańska producentka filmowa

## Selekcja oficjalna

### Konkurs główny
Następujące filmy zostały wyselekcjonowane do udziału w konkursie głównym o Złotego Lwa:
| Tytuł polski               | Tytuł oryginalny                           | Reżyseria          | Kraj produkcji    |
| -------------------------- | ------------------------------------------ | ------------------ | ----------------- |
| W cieniu słońca            | Abril Despedaçado                          | Walter Salles      | Brazylia          |
| Zabić drania               | Bully                                      | Larry Clark        | Stany Zjednoczone |
| Popołudnie z katem         | După-amiaza unui torționar                 | Lucian Pintilie    | Rumunia           |
| Eden                       | עדן Eden                                   | Amos Gitaj         | Izrael            |
| Hollywood Hongkong         | 香港有個荷里活 Heung Gong you ge He Li Huo | Fruit Chan         | Hongkong          |
| Jak Harry stał się drzewem | How Harry Became a Tree                    | Goran Paskaljević  | Irlandia          |
| Upały                      | Hundstage                                  | Ulrich Seidl       | Austria           |
| Daleko                     | Loin                                       | André Téchiné      | Francja           |
| Światło moich oczu         | Luce dei miei occhi                        | Giuseppe Piccioni  | Włochy            |
| Czerwony księżyc           | Luna rossa                                 | Antonio Capuano    | Włochy            |
| Monsunowe wesele           | मॉनसून वैडिंग Monsoon Wedding                   | Mira Nair          | Indie             |
| Rozbitkowie                | The Navigators                             | Ken Loach          | Wielka Brytania   |
| Inni                       | The Others                                 | Alejandro Amenábar | Hiszpania         |
| Kim jesteś?                | Quem És Tu?                                | João Botelho       | Portugalia        |
| Wybory                     | رأی مخفی Raye makhfi                       | Babak Payami       | Iran              |
| Dzika niewinność           | Sauvage innocence                          | Philippe Garrel    | Francja           |
| Adres nieznany             | 수취인불명 Suchwiin bulmyeong              | Kim Ki-duk         | Korea Południowa  |
| Triumf miłości             | The Triumph of Love                        | Clare Peploe       | Włochy            |
| Życie świadome             | Waking Life                                | Richard Linklater  | Stany Zjednoczone |
| I twoją matkę też          | Y tu mamá también                          | Alfonso Cuarón     | Meksyk            |

### Pokazy pozakonkursowe
Następujące filmy zostały wyświetlone na festiwalu w ramach pokazów pozakonkursowych:
| Tytuł polski                             | Tytuł oryginalny                             | Reżyseria                                 | Kraj produkcji    |
| ---------------------------------------- | -------------------------------------------- | ----------------------------------------- | ----------------- |
| A.I. Sztuczna inteligencja               | A.I. Artificial Intelligence                 | Steven Spielberg                          | Stany Zjednoczone |
| Aśoka Wielki                             | अशोका Asoka                                    | Santosh Sivan                             | Indie             |
| Atraksion (film krótkometrażowy)         | Atraksion                                    | Raoul Servais                             | Belgia            |
| Dziewczyna na urodziny                   | Birthday Girl                                | Jez Butterworth                           | Wielka Brytania   |
| Ta miłość                                | Cet amour-là                                 | Josée Dayan                               | Francja           |
| Klątwa skorpiona                         | The Curse of the Jade Scorpion               | Woody Allen                               | Stany Zjednoczone |
| Proch i pył                              | Dust                                         | Miłczo Manczewski                         | Wielka Brytania   |
| Faust 5.0                                | Fausto 5.0                                   | Àlex Ollé, Isidro Ortiz i Carlus Padrissa | Hiszpania         |
| Z piekła rodem                           | From Hell                                    | Albert Hughes i Allen Hughes              | Stany Zjednoczone |
| Duchy Marsa                              | Ghosts of Mars                               | John Carpenter                            | Stany Zjednoczone |
| Skok                                     | Heist                                        | David Mamet                               | Stany Zjednoczone |
| Szczęśliwa zgrywa                        | Lucky Break                                  | Peter Cattaneo                            | Wielka Brytania   |
| Pier Paolo Pasolini i powody pewnego snu | Pier Paolo Pasolini e la ragione di un sogno | Laura Betti i Paolo Costella              | Włochy            |
| Pistol Opera                             | ピストルオペラ Pisutoru opera                | Seijun Suzuki                             | Japonia           |
| Porto mojego dzieciństwa                 | Porto da minha infância                      | Manoel de Oliveira                        | Portugalia        |
| Cisza, kręcimy!                          | سكوت .. حنصور Skoot hansawwar                | Youssef Chahine                           | Egipt             |
| Tosca                                    | Tosca                                        | Benoît Jacquot                            | Włochy            |
| Dzień próby                              | Training Day                                 | Antoine Fuqua                             | Stany Zjednoczone |
| Wtorek (film krótkometrażowy)            | Tuesday                                      | Geoff Dunbar                              | Wielka Brytania   |
| Vivere (film krótkometrażowy)            | Vivere                                       | Franco Bernini                            | Włochy            |

### Sekcja "Cinema del Presente"
Następujące filmy zostały wyświetlone na festiwalu w ramach sekcji "Cinema del Presente":
| Tytuł polski                  | Tytuł oryginalny                       | Reżyseria               | Kraj produkcji    |
| ----------------------------- | -------------------------------------- | ----------------------- | ----------------- |
| Woda i sól                    | Água e Sal                             | Teresa Villaverde       | Portugalia        |
| Niedoskonała miłość           | L'amore imperfetto                     | Giovanni Maderna        | Włochy            |
| Chyba miłość                  | L'amore probabilmente                  | Giuseppe Bertolucci     | Włochy            |
| Odjazd                        | L'emploi du temps                      | Laurent Cantet          | Francja           |
| Gorączka                      | La fiebre del loco                     | Andrés Wood             | Chile             |
| Fifi Martingale               | Fifi Martingale                        | Jacques Rozier          | Francja           |
| Synowie i córki               | Figli/Hijos                            | Marco Bechis            | Włochy            |
| Szkodnik                      | 害虫 Gaichū                            | Akihiko Shiota          | Japonia           |
| Wyspa kwiatów                 | 꽃섬 Ggot seom                         | Song Il-gon             | Korea Południowa  |
| Owoce morza                   | 海鲜 Haixian                           | Zhu Wen                 | Chiny             |
| Niezwyciężony                 | Invincible                             | Werner Herzog           | Niemcy            |
| Seks, miłość i rock’n’roll    | Me Without You                         | Sandra Goldbacher       | Wielka Brytania   |
| Piekło dnia                   | Reines d'un jour                       | Marion Vernoux          | Francja           |
| Sobota                        | Sábado                                 | Juan Villegas           | Argentyna         |
| Córki mafii                   | Сёстры Sjostry                         | Siergiej Bodrow młodszy | Rosja             |
| Oddech                        | Le souffle                             | Damien Odoul            | Francja           |
| Trzynaście rozmów o tym samym | Thirteen Conversations About One Thing | Jill Sprecher           | Stany Zjednoczone |
| Tirana, rok zerowy            | Tirana, viti 0                         | Fatmir Koçi             | Albania           |
| Tuhog                         | Tuhog                                  | Jeffrey Jeturian        | Filipiny          |
| O jednego więcej              | L’uomo in più                          | Paolo Sorrentino        | Włochy            |
| Quitting                      | 昨天 Zuotian                           | Zhang Yang              | Chiny             |

## Laureaci nagród

### Konkurs główny
Złoty Lew
- Monsunowe wesele, reż. Mira Nair

Grand Prix Jury
- Upały, reż. Ulrich Seidl

Srebrny Lew dla najlepszego reżysera
- Babak Payami − Wybory

Puchar Volpiego dla najlepszej aktorki
- Sandra Ceccarelli − Światło moich oczu

Puchar Volpiego dla najlepszego aktora
- Luigi Lo Cascio − Światło moich oczu

Nagroda za najlepszy scenariusz
- Alfonso Cuarón i Carlos Cuarón − I twoją matkę też

Nagroda im. Marcello Mastroianniego dla początkującego aktora lub aktorki
- Gael García Bernal i Diego Luna − I twoją matkę też

### Sekcja "Cinema del Presente"
Nagroda Główna za najlepszy film
- Owoce morza, reż. Zhu Wen

Nagroda Specjalna Jury
- Oddech, reż. Damien Odoul

### Wybrane pozostałe nagrody
Nagroda im. Luigiego De Laurentiisa za najlepszy debiut reżyserski
- Chleb i miłość, reż. Jan Cvitkovič

Srebrny Lew za najlepszy film krótkometrażowy w sekcji „Corto Cortissimo”
- Freunde, reż. Jan Krüger
  - Wyróżnienie Specjalne:  Bamboleho, reż. Luis Prieto /  Autobus 44, reż. Dayyan Eng

Nagroda FIPRESCI
- Konkurs główny:  Dzika niewinność, reż. Philippe Garrel
- Sekcje paralelne:  Oddech, reż. Damien Odoul

Nagroda im. Francesco Pasinettiego (SNGCI – Narodowego Stowarzyszenia Włoskich Krytyków Filmowych)
- Najlepszy włoski film:  Wybory, reż. Babak Payami (koprodukcja)
- Najlepszy włoski aktor:  Luigi Lo Cascio − Światło moich oczu
- Najlepsza włoska aktorka:  Sandra Ceccarelli − Światło moich oczu
  - Wyróżnienie Specjalne dla całej obsady:  Czerwony księżyc, reż. Antonio Capuano

Nagroda OCIC (Międzynarodowej Katolickiej Organizacji ds. Filmu i Sztuk Audiowizualnych)
- Wybory, reż. Babak Payami

Nagroda UNICEF-u
- Wybory, reż. Babak Payami

Nagroda UNESCO
- Porto mojego dzieciństwa, reż. Manoel de Oliveira

Honorowy Złoty Lew za całokształt twórczości
- Éric Rohmer